# Ljudmila Pinajeva
Ljudmila Chvedosjuk Pinajeva, född den 14 januari 1936, är en sovjetisk kanotist.
Hon tog OS-guld i K-1 500 meter i samband med de olympiska kanottävlingarna 1964 i Tokyo.
Hon tog OS-guld i K-1 500 meter och OS-brons i K-2 500 meter i samband med de olympiska kanottävlingarna 1968 i Mexico City.
Hon tog därefter OS-guld i K-2 500 meter i samband med de olympiska kanottävlingarna 1972 i München.